# Ty Johnson (fútbol americano)
Ty Marquise Johnson (Cumberland, Maryland, 17 de septiembre de 1997) más conocido como Ty Johnson, es un jugador profesional estadounidense de fútbol americano que se desempeña en la posición de running back en Buffalo Bills, equipo de la National Football League (NFL).

## Carrera
Fue seleccionado en la sexta ronda en la Reunión Anual de Selección de Jugadores de la NFL de 2019. Hizo su debut profesional con el equipo Detroit Lions, en el cual jugó dos temporadas (2019-2020), después pasó a New York Jets (2020-2023), luego a Buffalo Bills, donde lleva jugando una temporada.